# Gaga'emauga
Gaga'emauga je jedan od jedanaest distrikta u Samoi. Središte distrikta je u naselju Saleaula.
Većina distrikta se nalazi u sjevernom dijelu otoka Savai'i, prostire se na 223 km2. Distriktu pripadaju dvije male enklave na otoku Upolu. Nakon erupcije vulkana Mt Matavanu u ranim 1900-im stanovnici s otoka Savai'i preseljeni su na Upolu. Dvije enklave Le'auva'a i Salamumu politički su ostali dio Savai'ia unatoč njihovom preseljenju.
Prema podacima iz 2001. godine u distriktu živi 7.108 stanovnika, dok je prosječna gustoća naseljenosti 32 stanovnika na km².